# HU Velorum
HU Velorum eller Vela Pulsar är en radio-, optisk, röntgen- och gammastrålande pulsar förbunden med Vela Supernova-resten i norra delen av stjärnbilden Seglet. Dess överordnade supernova av typ II exploderade för cirka 11 000–12 300 år sedan och befann sig då på ett avstånd av cirka 800 ljusår från solen. Den har en skenbar magnitud av ca 15 och kräver ett teleskop med kamera för att kunna observeras. Baserat på parallaxmätning med Hubbleteleskopet beräknas den befinna sig på ett avstånd på ca 960 ljusår (294 parsek) från solen.

## Observation
Glitcher är plötsliga ökningar av rotationen hos pulsarer och Vela är den mest kända av alla glitchande pulsarer, med glitcher som inträffar i genomsnitt vart tredje år. De är för närvarande (2022) inte förutsägbara.
Den 12 december 2016 observerades Vela för första gången direkt med ett radioteleskop (26 meters-teleskopet vid Mount Pleasant Radio Observatory) att glitcha tillräckligt mycket för att kunna se enskilda pulser. Denna observation visade att pulsaren nollställdes (det vill säga pulserade inte) för en puls, med pulsen före mycket bred och de två följande pulserna med låg linjär polarisation. Det visade sig också att glitchprocessen tog under fem sekunder att inträffa och gjorde det möjligt att uppskatta pulsarens fysiska egenskaper.
Den 22 juli 2021 inträffade en ny glitch och som ett resultat minskade pulsarens period med cirka en miljondel.
Statistiskt sett är nästan en procent av den långsiktiga rotationsnedgången av pulsaren omvänd i uppgångsglitcher, en bråkdel som också observeras i andra övervakade pulsarer. Noggrann uppskattning av glitchaktiviteten och dess osäkerhet kräver statistiska verktyg utöver den enkla linjära regressionen.

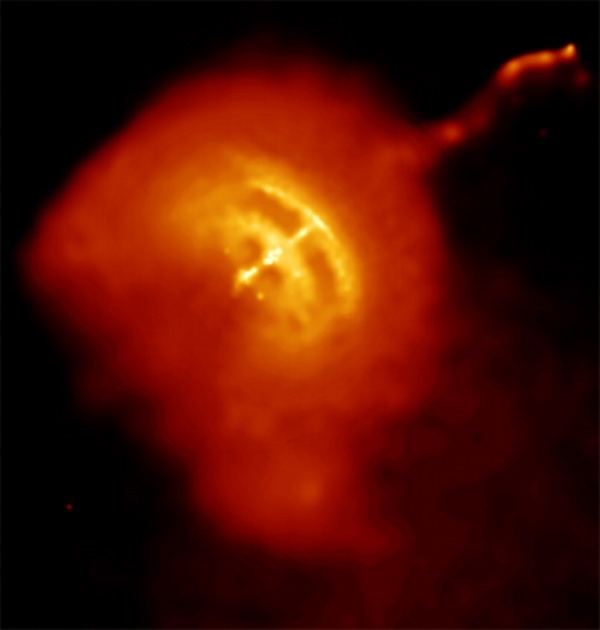
Vela Pulsar och den omgivande pulsarvindnebulosan.

Sambandet mellan Vela Pulsar och Vela Supernova-resten, som fastställdes av astronomer vid University of Sydney 1968, var ett direkt observationsbevis på att supernovor bildar neutronstjärnor.
Studier utförda av Kellogg et al. med rymdteleskopet Uhuru 1970–71 visade att Vela Pulsar och Vela X är separata men rumsligt relaterade objekt. Termen Vela X användes för att beskriva hela supernovaresten. Weiler och Panagia fastställde 1980 att Vela X faktiskt är en pulsarvindnebulosa, innesluten i den svagare supernovaresten och driven av energi som frigörs av pulsaren.

## Nomenklatur
Pulsaren kallas ibland Vela X, men detta fenomen är separat från antingen pulsaren eller Vela X-nebulosan. En radioundersökning av Vela-Puppis-regionen gjordes med Mills Cross-teleskopet 1956–57 och identifierade tre starka radiokällor: Vela X, Vela Y och Vela Z. Dessa källor ligger observationsmässigt nära Puppis A-supernovaresten, som är också en stark röntgen- och radiokälla.
Varken pulsaren eller någon av de associerade nebulosorna bör förväxlas med Vela X-1, en observationsmässigt nära men obesläktad röntgendubbelstjärna med hög massa.

## Egenskaper
Vela Pulsar är den starkast lysande pulsaren (inom radiofrekvensbandet) på himlen och roterar 11 gånger per sekund (det vill säga en period på 89,33 millisekunder – den kortaste kända vid tiden för upptäckten) och kvarlevan från supernovaexplosionen uppskattas att röra sig utåt med 1 200 km/s. Den har den tredje ljusaste optiska komponenten av alla kända pulsarer (V = 23,6 mag) som pulserar två gånger för varje enskild radiopuls. Vela-pulsaren är det ljusaste ihållande objektet på gammahimlen med hög energi.
Pulserande emission upp till 20 TeV har uppmätts från Vela-pulsaren och tillsammans med Crab-pulsaren vid 1,5 TeV är de enda två kända pulsarerna med emission i detta energiområde.

Cykel av pulserad gammastrålning från Vela Pulsar
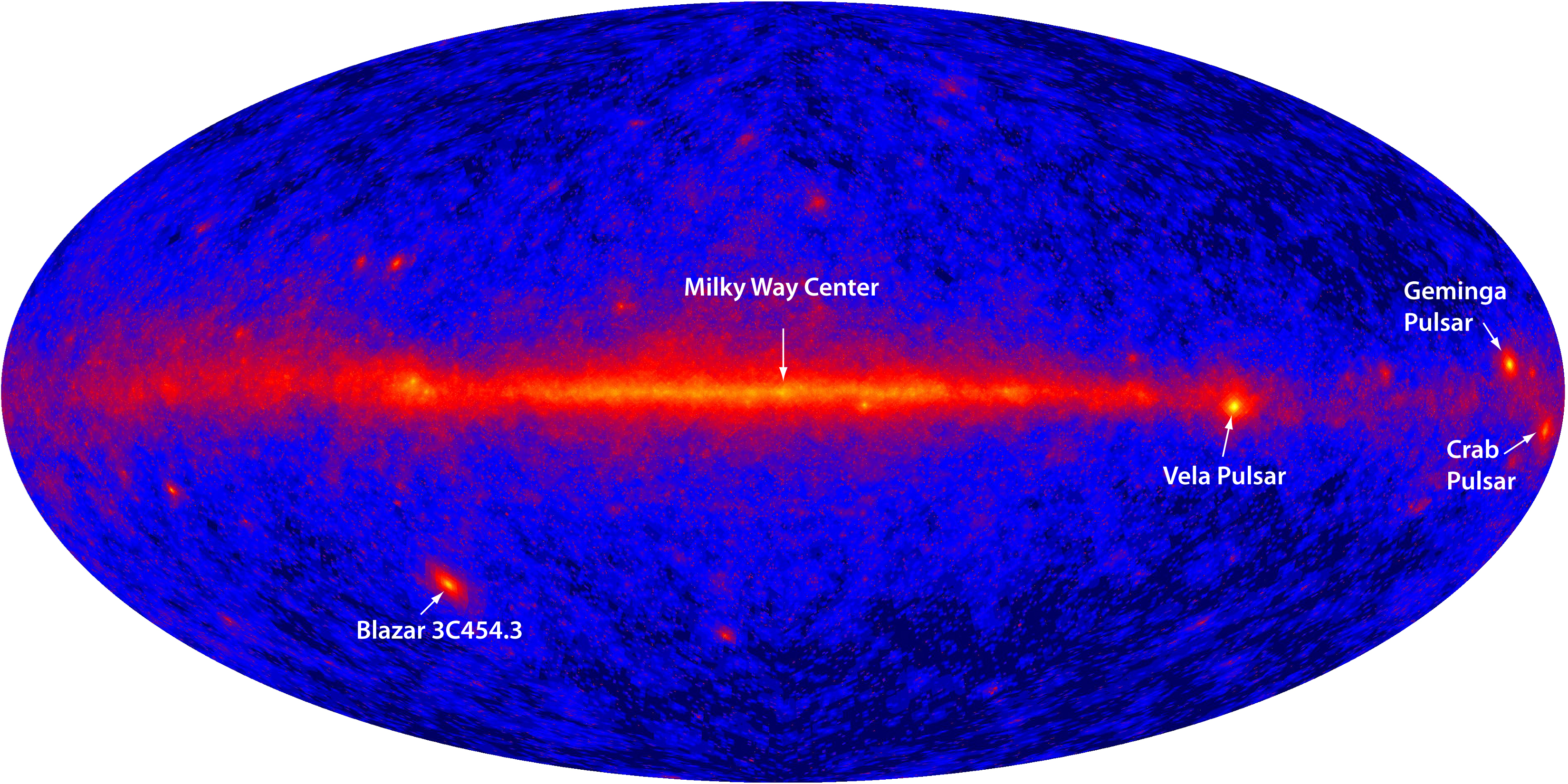
Vela Pulsars position i Vintergatan
- Video bestående av åtta bilder av Velas partikelstrålning, sluten loop